# Parigi-Bruxelles 1959
La Parigi-Bruxelles 1959, quarantacinquesima edizione della corsa, si svolse il 19 aprile 1959 su un percorso di 287 km, con partenza da Parigi e arrivo a Bruxelles. Fu vinta dal belga Frans Schoubben della Peugeot-BP-Dunlop davanti al suo connazionale Willy Vannitsen e allo spagnolo Miguel Poblet.

## Ordine d'arrivo (Top 10)
| Pos. | Corridore           | Squadra                 | Tempo    |
| ---- | ------------------- | ----------------------- | -------- |
| 1    | Frans Schoubben     | Peugeot-BP-Dunlop       | 8h16'08" |
| 2    | Willy Vannitsen     | Ghigi-Ganna             | a 57"    |
| 3    | Miguel Poblet       | Ignis-Frejus            | s.t.     |
| 4    | Leon Van Daele      | Flandria-Dr. Mann       | s.t.     |
| 5    | Rik Van Looy        | Faema-Guerra            | s.t.     |
| 6    | Fred De Bruyne      | Belgio                  | s.t.     |
| 7    | Leopold Rosseel     | Bertin-Milremo-The Dura | s.t.     |
| 8    | Jozef Schils        | Faema-Guerra            | s.t.     |
| 9    | Rik Van Steenbergen | Peugeot-BP-Dunlop       | s.t.     |
| 10   | Louison Bobet       | Francia                 | s.t.     |